# Тартышево (Владимирская область)
Тартышево — деревня в Юрьев-Польском районе Владимирской области России, входит в состав Небыловского сельского поселения.

## География
Деревня расположена в 7 км на восток от центра поселения села Небылое и в 32 км на юго-восток от райцентра города Юрьев-Польский близ автодороги 17А-1 Владимир — Юрьев-Польский — Переславль-Залесский.

## История
В конце XIX — начале XX века деревня входила в состав Андреевской волости Владимирского уезда. В 1859 году в деревне числилось 50 дворов, в 1905 году — 58 дворов.
С 1929 года деревня входила в состав Андреевского сельсовета Юрьев-Польского района, с 1935 — в составе Небыловского района, с 1959 года — в составе Ныбыловского сельсовета, с 1963 года — в составе Юрьев-Польского района, с 2005 года деревня в составе Небыловского сельского поселения.

## Население
| 1859 | 1905 |
| ---- | ---- |
| 303  | 379  |

| 1859 | 1905 | 1926 | 2002 | 2010 | 2021 |
| ---- | ---- | ---- | ---- | ---- | ---- |
| 303  | ↗379 | ↘346 | ↘2   | ↗3   | ↗15  |